# Silezische Beskiden

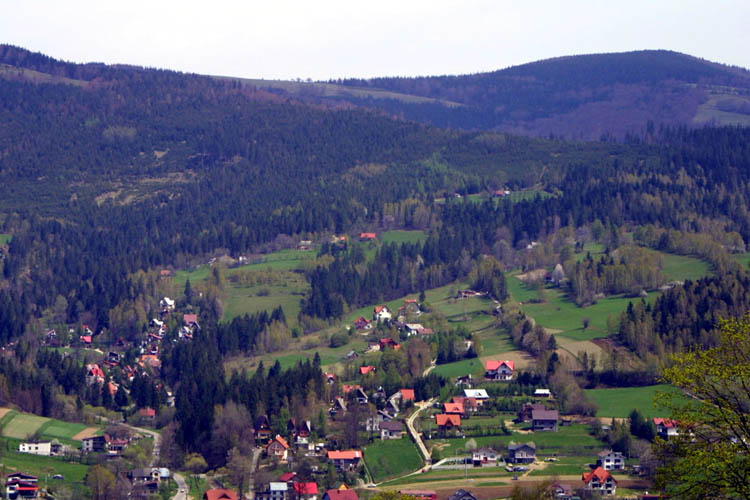
Zicht op Brenna

De Silezische Beskiden (Pools: Beskid Śląski, Tsjechisch: Slezské Beskydy) zijn een gebergte in Polen en Tsjechië, en onderdeel van de Beskiden.

## Bergen
- Skrzyczne (1257 m)
- Barania Góra (1220 m)
- Czantoria Wielka (995 m)
- Stożek Wielki (978 m)